# جيمي أوسوليفان
جيمي أوسوليفان (بالإنجليزية: Jamie O'Sullivan)‏ هو لاعب كرة القدم الغالية أيرلندي، ولد في 19 ديسمبر 1988 في ساوثهامبتون في المملكة المتحدة.